# 10413 Pansecchi
10413 Pansecchi este un asteroid din centura principală de asteroizi.

## Descriere
10413 Pansecchi este un asteroid din centura principală de asteroizi. A fost descoperit pe 29 decembrie 1997 la Observatorul San Vittore din Bologna. Asteroidul prezintă o orbită caracterizată de o semiaxă mare de 3,04 ua, o excentricitate de 0,09 și o înclinație de 9,0° în raport cu ecliptica.